# جوزيف وينستون
جوزيف وينستون (بالإنجليزية: Joseph Winston)‏ هو سياسي أمريكي، ولد في 17 يونيو 1746 في الولايات المتحدة، وتوفي في 21 أبريل 1815. انتخب عضو مجلس النواب الأمريكي.